# Ujong Krueng
Ujong Krueng is een bestuurslaag in het regentschap Nagan Raya van de provincie Atjeh, Indonesië. Ujong Krueng telt 395 inwoners (volkstelling 2010).